# El Varillal (métro de Maracaibo)
El Varillal est une station de la ligne 1 du métro de Maracaibo.